# Inés Padrosa i Gorgot
Inés Padrosa Gorgot (Girona, 8 d'octubre de 1954) és una bibliotecària, bibliògrafa, investigadora i historiadora catalana.

## Biografia
Llicenciada en Història de l'Art i diplomada en Biblioteconomia i Documentació. Des de l'any 1986 bibliotecària de la Biblioteca del Palau de Peralada (Peralada), on ha organitzat exposicions anuals i actes culturals, i des d'on ha desenvolupat una tasca de difusió dels fons d'aquesta biblioteca. Entre el 1996 i l'any 2000 va publicar els dos volums i el suplement de la Biografia Interdisciplinària de l'Alt Empordà, amb més de 15.000 entrades d'articles i llibres relacionats amb la comarca i disponible en línia el 2008.
Ha treballat, també, la vessant gastronòmica i ha recollit en format de llibre les receptes presentades a diverses edicions de les Mostres Gastronòmiques de Peralada en quatre reculls bianuals.Ha estat membre de la junta de l'Institut d'Estudis Empordanesos, membre del Patronat Eiximenis de la Diputació de Girona, i del Patronat de Sant Quirze de Colera o l'Associació Cultural Castell de Peralada, presidida per Carme Mateu Quintana. Ha col·laborat amb diferents publicacions periòdiques i mitjans de comunicació com la Revista de Girona o el Diari de Girona.
La seva obra La Principal de Peralada va ser guardonada amb el Premi a Estudis sobre la Sardana, instituït per l'Obra del Ballet Popular, 1991. L'obra La Nissaga dels Serra va ser guardonada amb el Premi a Estudis sobre la Sardana, instituït per l'Obra del Ballet Popular, l'any 2001. Rebé el Premi Indiketa Consell Comarcal de l'Alt Empordà, 2002.
El 2014 va comissariar l'exposició sobre Damià Mateu a la biblioteca del Castell de Peralada i és coautora del llibre Damià Mateu i Bisa (1864-1935). Empresari, promotor i col·leccionista. El 2017 va presentar la monografia titulada La reforma de l'església i el convent del Carme de Peralada (1875-1895), resultat dels seus treballs d'investigació a l'Arxiu de la Biblioteca de Peralada i, sobretot, al del Regne de Mallorca, on es troba el gruix de la documentació pertanyent als comtes de Peralada.
El febrer de 2018 actualitza i digitalitza el Diccionari biogràfic de l'Alt Empordà, publicat el 2009, que es pot consultar a la web de la Diputació de Girona i també a través del repositori cooperatiu de la Diputació Regira. Aquesta versió digital consta de dues parts: una primera amb el text íntegre de la versió en paper, i una segona part amb l'actualització de les activitats dutes a terme pels biografiats durant el període entre les dues publicacions fins a l'abril del 2017. El 2018 fou nomenada comissària de l'exposició La Cartografía de la colección Mascort : escenas de la historia, una col·lecció privada de mapes cartogràfics dels segles xvi a xix, reunides per Ramón Mascort Amigó, i publica el catàleg de l'exposició.

## Obres
- La Principal de Peralada. (1990). ISBN 8486377722
- La Gastronomia empordanesa a Peralada: recull de receptes de la 1a i 2a Mostra Gastronòmica 1992-1993. (1994) ISBN 848067038X
- Bibliografia interdisciplinària de l'Alt Empordà. (1996) ISBN 8480670649
- La Gastronomia empordanesa a Peralada: recull de receptes de la 3a i 4a Mostra Gastronòmica 1994-1995. (1996) ISBN 84-8067-063-0
- Catàleg dels manuscrits catalans de la Biblioteca del Palau de Peralada. (1998)
- La Gastronomia empordanesa a Peralada: recull de receptes de la 5a i 6a Mostra Gastronòmica 1996-1997. (1998) ISBN 84-8067-078-9
- La Gastronomia Empordanesa a Peralada. Recopilació de receptes de la Setena i Vuitena Mostres Gastronòmiques, 1998 i 1999. ISBN 84-8067-086-X
- Terrades. Barcelona: Columna-Viena, 1999. Imatges i Records. ISBN 84-8330-045-1
- Peralada. Barcelona: Columna-Viena, 2000. Imatges i Records. ISBN 84-8330-075-3
- La nissaga dels Serra. Santa Coloma: GISC, 2000. 285 p. [4] f. Col·lecció Mos, 9. DL: GI-1.080-2000.
- Història gràfica de Figueres. 125 anys de ciutat. Figueres: Ajuntament, Brau, 2001. ISBN 8488589972
- Dalí a l’Empordà. La mirada dels fotògrafs empordanesos. Figueres: Amics dels Museus Dalí, 2003. (amb Rosa M. Maurell Constants). ISBN 8460796620
- Marià Baig, una singular pluralitat (1906-1991). Figueres: Ajuntament, 2006. (amb Marià Baig Aleu i altres) ISBN 8493448117
- Institut d’Estudis Empordanesos. 50 anys d’història. (coord.) Figueres: IEE, 2007 ISBN 9788461151059
- Peralada talaia entre l’Albera i el mar. Guia de Peralada-Vilanova de la Muga, Mollet de Peralada i Pedret i Marzà. 2007 (amb Joan Padern Punsí) ISBN 978-84-96747-10-4
- Diccionari biogràfic de l'Alt Empordà. Girona: Diputació, 2009. ISBN 9788496747548
- Peralada. Girona: Diputació, 2015. 96 p. Quaderns de la Revista de Girona, 177. ISBN 9788415808275
- La reforma de l'església i convent del Carme de Peralada (1875-1895). Fundació Castell de Peralada, 2017. ISBN 9788469743447 (cat). ISBN 9788469755396 (es).
- La cartografía de la Colección Mascort. Escenas de la historia. Torroella de Montgrí: Fund. Mascort, 2018. ISBN 9788409030422
- La colección cartográfica del Castillo de Peralada. Fundació Castell Peralada, 2020. ISBN 9788409258895
- El Mirall de la història: vint-i-cinc anys d'articles al Butlletí Municipal de Peralada. Peralada: Ajuntament de Peralada, [2021]. ISBN 9788480671811